# Tigres de Victoriaville
Die Tigres de Victoriaville sind ein kanadisches Junioren-Eishockeyteam aus Victoriaville in der Provinz Québec, das in der Ligue de hockey junior majeur du Québec spielt. Seine Heimspiele trägt das Franchise im Colisée Desjardins aus.

## Geschichte
Zur Saison 1982/83 wurde das Team in Longueuil in der kanadischen Provinz Québec als Chevaliers de Longueuil gegründet. 1987 zogen die Chevaliers nach Victoriaville um, wo sie seitdem unter dem heutigen Namen auf dem Eis stehen. 2002 gewannen die Tigres die Coupe du Président, die Meisterschaft der LHJMQ. Dadurch erspielten sie sich die Teilnahme am Memorial Cup 2002, wo sie im Finale den Kootenay Ice aus der Western Hockey League unterlagen.

## Bekannte ehemalige Spieler
Verschiedene Spieler, die ihre Juniorenzeit bei den Tigres de Victoriaville verbrachten, machten später auch in der National Hockey League Karriere. Einige von ihnen sind:
- Matthew Barnaby
- Samuel Blais
- Max Comtois
- Daniel Corso
- Alexandre Daigle
- Phillip Danault
- Stéphane Fiset
- Mathieu Garon
- Daniel Gauthier
- Yanni Gourde
- Martin Grenier
- Ross Johnston
- Patrick Lebeau
- François Leroux
- Matthew Lombardi
- Johnny Oduya
- André Racicot
- Yves Racine
- Rémi Royer
- Yves Sarault
- Reggie Savage
- P. J. Stock
- Stéphane Veilleux
- Antoine Vermette
- Kevin Poulin
- Maxim Noreau